# Гвідо з Андерлехта

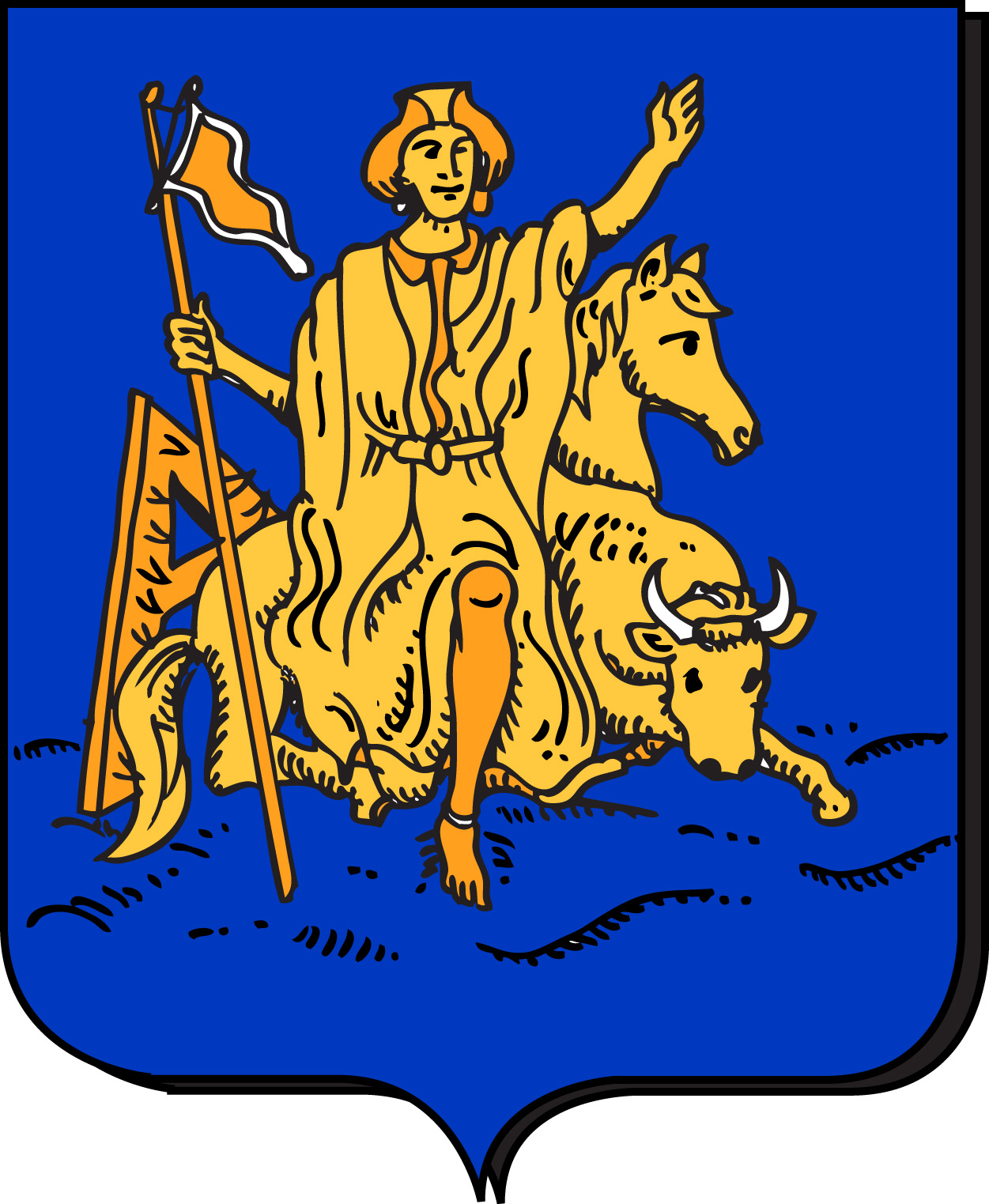
Гвідо на гербі Андерлехта

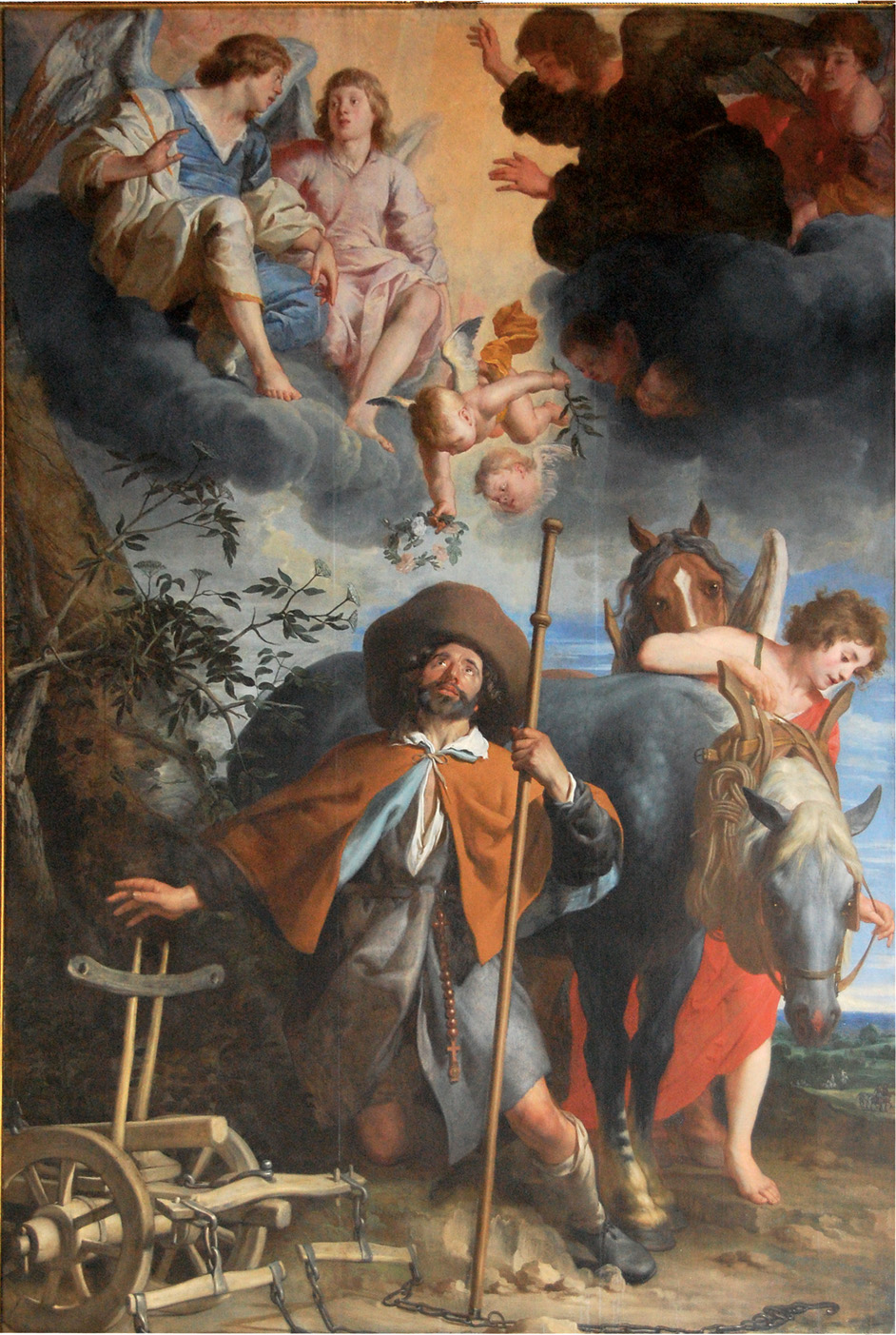
Гвідо на картині Гаспара де Крейєра XVII століття

Гвідо або Відо з Андерлехта (Лакен ?, бл. 950 — Андерлехт, 12 вересня 1012) — святий з 10 століття. Похований у крипті колегіальної церкви в Андерлехті, під хорами. Іменини святкують 12 вересня.

## Життєпис
Син брабантського фермера спочатку був дяком у каплиці Богоматері в Лакені. Коли він залишав поле свого господаря, щоб виконувати благочестиві справи, як-от роздавати бідним хліб для коней, ангели обробляли плуг. За порадою «деякого купця з Брюсселя» Гвідо залишив сільське життя позаду і став торговцем на Сенні, але його човен затонув посеред річки, і він не мав можливості його дістати. Дізнавшись, що купецьке життя не до вподоби Богові, він повернувся до Лакена. На покуту він здійснив паломництво до Єрусалима та Рима. На зворотному шляху він зустрів декана Вонедульфа зі свого регіону, який переконав його знову поїхати до Єрусалима, щоб вести його та його команду. Гвідо погодився. Після цього другого візиту Вонедульф захворів. Він попросив Гвідо повідомити про його смерть в Андерлехті і дав йому свій золотий перстень, щоб він представив його як доказ. Через сім років Гвідо повернувся з паломництва важко хворим. 12 вересня 1012 року він помер від дизентерії в Андерлехті.

## Богослужіння
Після смерті Гвідо церква Св. Петра в Андерлехті стала місцем паломництва. Як свідчить житіє святого, це зайняло деякий час. Спочатку розбився кінь, наштовхнувшись на забуту могилу і шалено кинувшись об стіну. Двоє фермерів, які за наказом постраждалого вершника мусили обгородити могилу живоплотом, познущалися над померлим і раптово померли. Це та інші чудеса врятували Гвідо від забуття і привернули до Андерлехта паломників. Що здається певним, так це те, що Райнілдіс, вдова Фолькарда з Андерлехта, підтримувала і, можливо, заснувала капітул Святого Петра в 1078 році. Можливо, каноніки знайшли реліквію в останках Гвідо, щоб залучити віруючих і конкурувати з брюссельським капітулом святої Гудули.
Мощі Гвідо були піднесені в 1112 році єпископом Одо Камерійським. Довгий час вважалося, що Vita Guidonis також було написано того ж року, але є вагомі аргументи на користь того, що цей текст був написаний раніше, у 1175-85 роках.
Він є покровителем купців, торговців худобою, фермерів, слуг, карильйонерів, дзвонарів, паломників і експедиторів. Його викликають при дизентерії.
Він є патроном церков в Бергамо і Комо.
До 1914 року в Андерлехті в Святий понеділок проводилася щорічна прогулянка на конях. Фермери та конюхи благословляли своїх тварин. Був конкурс, у якому карети тричі об'їжджали церкву. Переможець був пропущений до церкви і отримав циліндр з трояндами. У неділю після 12 вересня відбувся другий кінний похід.

## Реліктові дослідження
Дослідження останків, які шануються як реліквії в Андерлехті, фактично відносить їх до періоду, в якому, скоріше за все, жив святий. Це був скелет сорокарічного чоловіка. Вм'яті хребці вказують на те, що людина виконувала важку роботу.

## Історичні висновки
Агіографія Гвідо була використана, щоб зробити висновки про походження Брюсселя як порту на Сенні. Місто ототожнювалося з торгівлею, діяльністю, до якої церква ставилася з надзвичайною підозрою. Відповідно до відомого уривка з Vita Guidonis, рідко, якщо взагалі можливо, торгувати протягом тривалого періоду часу, не вчинивши тяжкого гріха. Хоча додається, що торгівля не заслуговує осуду, якщо вона ведеться чесно, це все свідчить про те, що церква критично ставилася до відродження грошової економіки.